# Dannemois
Dannemois is een gemeente in het Franse departement Essonne (regio Île-de-France) en telt 679 inwoners (1999). De plaats maakt deel uit van het arrondissement Évry.

## Geografie
De oppervlakte van Dannemois bedraagt 8,4 km², de bevolkingsdichtheid is 80,8 inwoners per km².
De onderstaande kaart toont de ligging van Dannemois met de belangrijkste infrastructuur en aangrenzende gemeenten.

## Demografie
Onderstaande figuur toont het verloop van het inwonertal (bron: INSEE-tellingen).

## Bekende inwoners
- Claude François, (1939-1978) Franse zanger